# 陈利浩
陈利浩（1955年2月—）是一位中国企业家。

## 生平
浙江诸暨人，1983年毕业于上海电力学院，大学学历。现任远光软件股份有限公司董事长、九三学社中央委员、广东省委副主委、广东省政协特聘委员及珠海市政协常委。近年陈利浩也推行慈善公益活动，2007年向"刻章救妻"的廖丹捐款17.2万元，因救助2011年甬台温铁路列车追尾事故幸存女孤儿項煒伊而在社会做出贡献。